# Zwartstaart
De zwartstaart (Oenanthe melanura synoniem: Cercomela melanura) is een kleine zangvogel uit de familie van de vliegenvangers (muscicapidae). Op de IOC World Bird List staat de vogel in hetzelfde geslacht als de tapuiten. Het is een algemeen voorkomende broedvogel in woestijngebieden van het noorden van Afrika en het Nabije Oosten.

## Kenmerken
De zwartstaart is een gedrongen vogel met een korte staart met een lengte van 14 tot 16 cm. De bovendelen en de kop van de volwassen vogel zijn grijs. Van onder is de vogel vuilwit. De bovenkant van staartveren zijn zwart. De zwartstaart heeft een korte zwarte snavel en zwarte poten. Vrouwtje en mannetje lijken op elkaar. De vogel heeft de gewoonte om de staart voortdurende te spreiden. Het is een vrij makke vogel die gemakkelijk te benaderen is.

## Verspreiding en leefgebied
De zwartstaart komt voor in diverse gebieden in de gordel van woestijngebieden in Noord-Afrika en het Arabisch Schiereiland zoals Tsjaad, Djibouti, Egypte, Eritrea, Ethiopië, Jemen, Jordanië, Mali, Niger, Oman, Palestina, Saoedi-Arabië, Somalië, Soedan en Syrië. Het is een algemeen tot talrijk voorkomende vogel (bijvoorbeeld in de Negev in Israël) van rotsige woestijngebieden. De vogel nestelt onder overhangende rotsen en in rotsspleten.
De soort telt zes ondersoorten:
- O. m. melanura: van noordoostelijk Egypte tot Israël, Jordanië en centraal Saoedi-Arabië.
- O. m. neumanni: zuidwestelijk Saoedi-Arabië, Jemen en Oman.
- O. m. lypura: van het noordelijke deel van Centraal-Soedan tot Eritrea.
- O. m. aussae: noordoostelijk Ethiopië, Djibouti en noordelijk Somalië.
- O. m. airensis: van noordelijk Niger tot centraal Soedan.
- O. m. ultima: oostelijk Mali en westelijk Niger.

## Status
De zwartstaart heeft een groot verspreidingsgebied en daardoor alleen al is de kans op uitsterven gering. De grootte van de populatie is niet gekwantificeerd en er is geen aanleiding te veronderstellen dat de soort in aantal achteruit gaat. Om deze redenen staat de zwartstaart als niet bedreigd op de Rode Lijst van de IUCN.